# Alix Wilkinson
Alix Wilkinson (2 agosto 2000) è un'ex sciatrice alpina statunitense.

## Biografia
Specialista delle prove veloci originaria di Mammoth Lakes e attiva dall'agosto del 2016, Alix Wilkinson ha esordito in Nor-Am Cup l'11 novembre dello stesso anno a Panorama in supergigante, senza completare la prova, e in Coppa del Mondo il 6 dicembre 2019 a Lake Louise in discesa libera (45ª). Sempre a Lake Louise e sempre in discesa libera ha anche conquistato la prima vittoria in Nor-Am Cup, nonché primo podio, il 12 dicembre successivo; ha ottenuto la sua seconda e ultima vittoria nel circuito, nonché ultimo podio, il 13 dicembre 2021 a Panorama in supergigante.
Ha conquistato il miglior risultato in Coppa del Mondo il 22 gennaio 2022 a Cortina d'Ampezzo in discesa libera (18ª) e ai successivi XXIV Giochi olimpici invernali di Pechino 2022, sua unica presenza olimpica, non ha completato la discesa libera e il supergigante. La sua ultima gara in carriera è stata la discesa libera di Coppa del Mondo disputata il 27 febbraio 2022 a Crans-Montana (39ª): inattiva per infortunio dal settembre dello stesso anno, non è riuscita a tornare alle gare e ha annunciato il ritiro nel 2024. Non ha preso parte a rassegne iridate.

## Palmarès

### Coppa del Mondo
- Miglior piazzamento in classifica generale: 106ª nel 2022

### Nor-Am Cup
- Miglior piazzamento in classifica generale: 16ª nel 2022
- 5 podi:
  - 2 vittorie
  - 2 secondi posti
  - 1 terzo posto

#### Nor-Am Cup - vittorie
| Data             | Località    | Paese  | Specialità |
| ---------------- | ----------- | ------ | ---------- |
| 12 dicembre 2019 | Lake Louise | Canada | DH         |
| 13 dicembre 2021 | Panorama    | Canada | SG         |

Legenda:

DH = discesa libera

SG = supergigante